# 726
726 (DCCXXVI) je bilo navadno leto, ki se je po julijanskem koledarju začelo na torek.

## Dogodki
- Ikonoklastični spor: bizantinski cesar Konstantin V. uradno prepove čaščenje ikon (podob).